# 광주축구전용구장
광주축구전용구장(光州蹴球專用球場, Gwangju Football Stadium)은 대한민국 광주광역시에 있는 스포츠 시설이다. 천연잔디 필드와 우레탄 트랙이 갖춰진 경기장이며, 2002년 1월에 준공되었다.

## 역사
1998년 11월 16일에 착공하여 2002년 1월 9일에 '광주월드컵경기장 보조경기장'으로 준공되었다. 광주광역시청은 2016년에 축구전용경기장 조성 사업을 추진하기로 결정하고 대한민국 정부 국비 36억 원을 지원받아 2017년에 경기장 건립 사업을 진행하기 시작했다. 2019년 1월, 같은 해 12월에 완공하는 것을 목표로 리모델링 공사가 시작되었다. 리모델링 공사가 진행 중인 과정에서, K리그2에 속해있던 광주 FC가 K리그1으로 승격하면서, K리그1 개최 경기장 기준을 만족하기 위해 관중석을 증석하여 10,000석 규모로 변경되었다. 이로 인해 광주광역시청이 추경 예산을 편성하고 규모를 증설하는 과정에서 공사가 지연되었다. '광주축구전용구장'이라는 가칭으로 진행되던 리모델링 공사가 2020년 6월 30일에 완료되었고, 2020년 7월 25일부터 K리그1 경기가 개최되고 있다.

## 참고 문헌
- 〈광주월드컵경기장〉. 《두피디아》. 두산.
- “광주월드컵경기장”. 광주광역시체육회.[깨진 링크(과거 내용 찾기)]
- “광주월드컵경기장”. 공유광주.
- 《전국 공공체육 시설 현황 (2017년말 기준)》. 대한민국 문화체육관광부. 2019.
- 《2019년 전국 공공체육시설 현황 (2018년말 기준)》. 대한민국 문화체육관광부. 2020.
- 《2020년 전국 공공체육시설 현황 (2019년말 기준)》. 대한민국 문화체육관광부. 2021.
- 《2022년 전국 공공체육시설 현황 (2021년말 기준)》. 대한민국 문화체육관광부. 2023.
- 《2023 전국 공공체육시설 현황 (2022년 12월말 기준)》. 대한민국 문화체육관광부. 2024.

## 같이 보기
- 광주월드컵경기장
- 광주 FC